# Пантелеево (Ковровский район)
Пантелеево — село в Ковровском районе Владимирской области России, входит в состав Клязьминского сельского поселения.

## География
Село расположено в 23 км на восток от центра поселения села Клязьминский Городок и в 37 км на восток от райцентра города Ковров.

## История

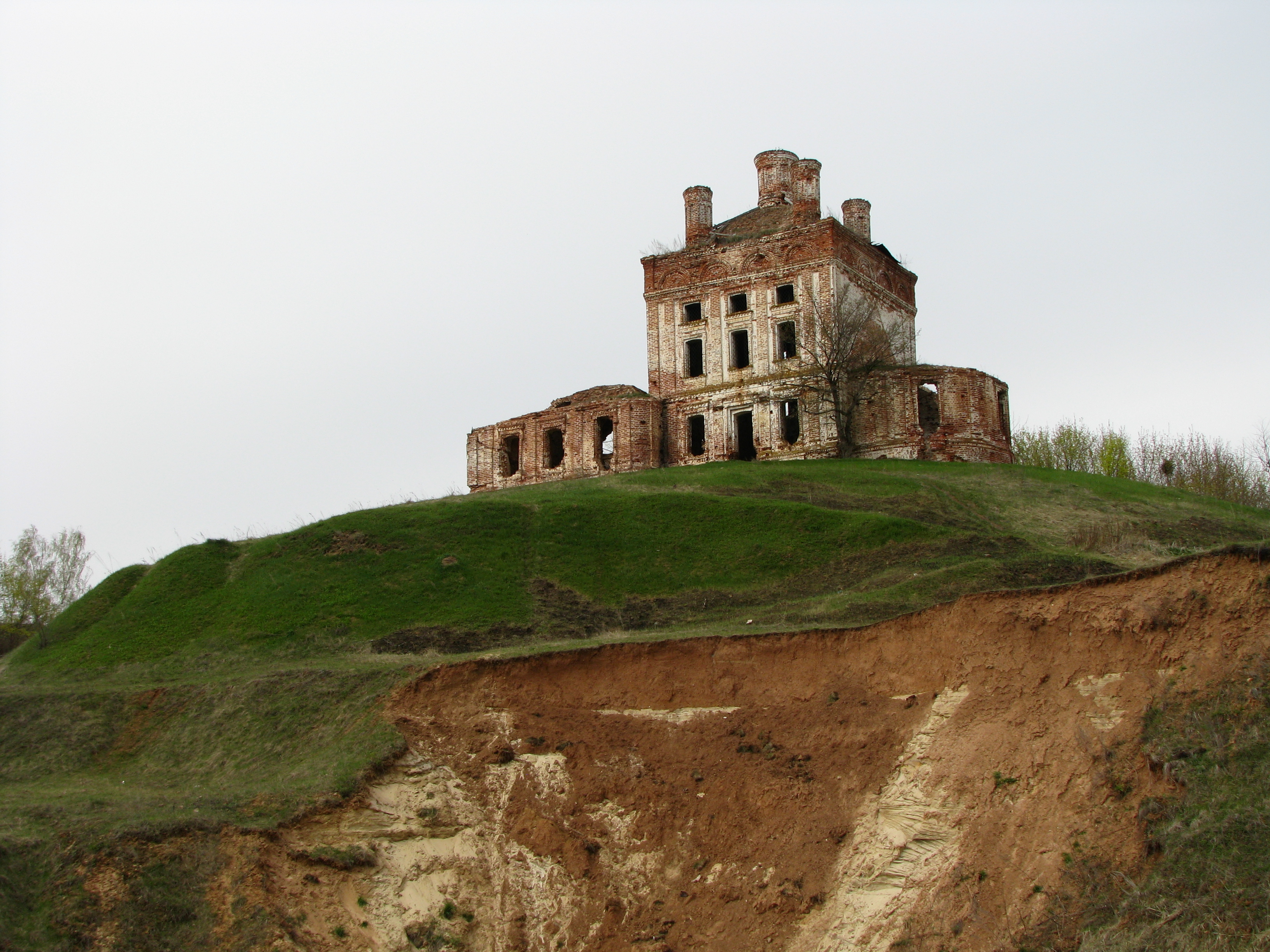
Церковь Вознесения Господня. 2016 год

К 1592—1594 годам относится первое описание села Пантелеева в писцовых книгах Троице-Сергиева монастыря письма и меры Якова Петровича Вельяминова и подьячего Федора Андреева: 
«Село Пантелеево на суходоле, а в нем церковь Вознесенье Господа Бога и Спаса нашего Иисуса Христа, да Покров Святой Богородицы, обе древены, одна вверх, а другая клетцки, а в церкве образы и книги, и свечи, и все строение приходских людей, а дворов церковных во дворе поп, во дворе пономарь, во дворе просвирница, а крестьян 12 дворов, да бобыльских 3 двора, пашни середние 65 четьи, да  перелогу 40 четьи, да лесом поросло 20 четьи, да церковные пашни 12 четьи в поле, а в дву потомуж, лесу непашенного вдоль на версту и поперек тож».

Таким образом, Вознесенская церковь была шатровой, относившись к широко распространенному тогда архитектурному типу. Скорее всего, этот храм являлся летним, а срубленная «в клеть» Покровская церковь — зимним (отапливаемым). К 1628—1630 годам село Пантелеево, входившее в Суздальский уезд, значилось как «Присёлок Пантелеево» и относилось к селу Новому (или Троицкому) Татарову, которое являлось центром обширной троицкой вотчины на берегу Клязьмы между Ковровом и Мстерой. Тогда в писцовых книгах Суздальского уезда в Пантелееве упоминается церковь во имя Вознесения Господня с приделом во имя святых мучеников Флора и Лавра — «строение мирское».
В селе имелся монастырский двор, 4 двора крестьянских и 15 дворов бобыльских. Покровской церкви к тому времени там уже не было. Скорее всего, она сгорела во время событий Великой Смуты начала XVII столетия, когда стародубские села неоднократно разорялись отрядами польских интервентов и их русскими пособниками. Да и Вознесенский храм, по всей видимости, после воцарения первого государя из династии Романовых Михаила Федоровича пантелеевцам пришлось отстраивать заново.
В 1678 году в переписных книгах Суздальской епархии Пантелеево по-прежнему оставалось присёлком Ново-Татаровской вотчины Троице-Сергиевского монастыря. В 1800—1810 годах вместо деревянной церкви церковным старостой крестьянина Никиты Ларионова на средства прихожан устроен новый каменный пятиглавый Вознесенкий храм с приделом в честь Казанской иконы Божией Матери с колокольней и оградой. Позже был устроен ещё один придел в честь святителя и чудотворца Николая (освящен в 1859 году). Церкви принадлежали деревянная сторожка на каменном фундаменте, построенная в 1904 году усердием церковного старосты крестьянина деревни Руносиха Василия Ивановича Глебова, и часовня на Фатьяновском поле, построенная прихожанами сел Кувезино, Пантелеево и Новое Татарово в память избавления их от засухи в 1872-м. Ещё в 1778 году при учреждении Владимирской губернии село Пантелеево было перечислено из Суздальского в новообразованный Вязниковский уезд.
В конце XIX — начале XX века село входило в состав Мстерской волости Вязниковского уезда.
С 1929 года Пантелеево входило в состав Сельцовского сельсовета Южского района Ивановской области. С 1963 года и вплоть до 2005 года — центр Пантелеевского сельсовета (с 1998 года — сельского округа) Ковровского района Владимирской области.
До 2009 года в селе действовала Пантелеевская основная общеобразовательная школа.

## Население
| 1859 | 1905 | 1926 | 2002 | 2010 | 2021 |
| ---- | ---- | ---- | ---- | ---- | ---- |
| 303  | ↘283 | ↗340 | ↘270 | ↘219 | ↗269 |

## Современное состояние
В селе имеется клуб, отделение связи, отделение Сбербанка, СПК (колхоз) «Искра».

## Достопримечательности
В деревне находится недействующая церковь Вознесения Господня (1802).